# گیتی نوین
گیتی نوین (ناوران) (۱۳۲۳/۱۹۴۴ در کرمانشاه –) نگارگر، تندیسگر، گرافیست ایرانی ساکن کانادا و بنیان‌گذار جنبش هنری فَرااِنگاشت (Transpressionism) است. گیتی نوین در سال ۱۳۵۳ برای ادامه پژوهش هنری و برپایی نمایشگاه، نخست به هلند و سپس به بریتانیا رفت و از سال ۱۳۷۷ تاکنون در ونکوور کانادا زندگی می‌کند. پرده‌های نقاشی گیتی نوین در کلکسیون‌های عمومی و خصوصی اروپا، آمریکا، آسیا و استرالیا ارجمند شناخته می‌شوند.

## زندگینامه و کارنامه

### زندگی و آموزش
گیتی نوین دررکرمانشاه زاده شد. پدرش عبدالرحمان ناوران تنها فرزند بازرگانی به نام عبدالرحیم ناوران از اهالی بندر انزلی بود. عبدالرحیم با کشتی‌های بازرگانی خویش در میان بندرهای باکو، لنکران و آستارا در آذربایجان به دادوستد می‌پرداخت.   پس از انقلاب اکتبر بلشویک‌ها ارتش سرخ  باکو را در ۱۹۱۸ تصرف کرده و ارتش سفید تزاری به بندر انزلی  پناه اورد. در سال 1921  «ارتش سرخ» در ۱۹۲۱ در تعقیب بازمانده ارتش تزاری به انزلی یورش برده و  کشتی‌های عبدالرحیم مصادره شد. عبدالرحیم که با از دست دادن کشتی‌هایش توان ادامهٔ دادوستد را نداشت و ورشکست شده بود دست به خودکشی زد. عبدالرحمان پسرک خردسالش از مادر جوان خود جدا شد و نزد خانوادهٔ ناوران پرورش یافت و پس از پایان آموزش دبیرستانی در گمرک به کار پرداخت.
وی پس از مدتی به  گمرک قصر شیرین فرستاده شد؛ و در کرمانشاه با همسر خود ملوک کاشفی آشنا شد؛ و این آشنایی در کوتاه هنگام به ازدواج آنان و تولد 4 فرزند منجر شد.
پس از مدتی پدر گیتی نوین به تهران منتقل شد و درسال‌های نوجوانی   دبیر نقاشی وی در دبیرستان اسدی استعداد وی را کشف کرده و او را تشویق کرد تا در هنرستان هنرهای زیبای دختران نام‌نویسی کند. گیتی گواهینامهٔ هنری خود را در سال ۱۳۴۴ از هنرستان هنرهای زیبای دختران دریافت کرد، و سپس لیسانس  خود را در رشتهٔ گرافیک از دانشکدهٔ هنرهای تزیینی در سال ۱۳۴۹ به دست آورد. او در سال ۱۳۵۳  با  فرید نوین ازدواج و رهسپار هلند شد و در دانشگاه آزاد لاههVrije Academie voor Beeldende Kunsten آموزش خود را دنبال  نمود. سپس در ۱۳۵۴ راهی منچستر گردید و روش های گوناگون نقاشی را نزد استادان  فراگرفت. سرانجام در کانادا ساکن شد. نخست در شهر کینگستون در سال‌های ۱۳۶۲-۱۳۵۹ سپس در مونترال ۱۳۶۳-۱۳۶۲ آنگاه در اتاوا ۱۳۷۷-۱۳۶۳ و سرانجام از سال ۱۳۷۷ تاکنون در ونکوور به سر می‌برد.

### سالهای سخت تراژدی
در تابستان ۲۰۱۶ دو تراژدی جانگاه زندگی گیتی را دگرگون ساخت. نخست برادرش کامران در تورونتو به بیماری سرطان دچار شد و در فاصلهٔ چند هفته درگذشت و در همان فاصله پسر بزرگ او که در نشویل تنسی زندگی می‌کرد و متخصص هوشیاری‌های مصنوعی بود در سفری به لس آنجلس از هوش رفت و در بیمارستان سیدار سیناییی بستری شد گیتی و همسرش از ونکوور به لس آنجلس پرواز نمودند و دو روز پس از آن پس از یک عمل جراحی غده یی سرطانی پیش رفته در مغز را پیدا نمودند. گیتی سال‌های ۲۰۱۶ و ۲۰۱۷ را در کنار پسرش بسر برد تا در پرتو درمانی و شیمی درمانی به همراه او باشد. در میانهٔ سال ۲۰۱۷ هنگامی که بنظر می‌رسید بیماری سرطان به واپس کشیده شده گیتی به ونکوور بازگشت و به آفرینش پرده‌هایی تازه پرداخت و در نمایشگاه هنر در باغ ونکوور شرکت نمود. اما بیماری سرطان پسرش بازگشت و این بار پرتو درمانی بر توان حرکت فرزند او اثر گذاشت و گیتی برای دیگر بار به نزد فرزند رفت. و تا درگذشت او در ۲۰۱۸ نزد او ماند   

### نمایشگاه‌ها

پوستر نمایشگاه گیتی نوین در گالری نگاه شیراز ۱۳۴۹
پوستر نمایشگاه «تنناها یاهو» در گالری سیحون، تهران، ۱۳۵۴

#### نمایشگاه‌های ایران
نخستین نمایش کارهایش در نگارخانه نگار، به مدیریت افسانه هویدا در یکشنبه هفتم آذر ۱۳۵۰ بود. گیتی این نمایش را «گویا و خاموش» نامیده بود (او این سنت نام‌گذاری نمایش‌های آثارش را همواره دنبال کرد). این نخستین نمایش با خوش آمد بسیار هنردوستان و روزنامه‌های هنری روبرو شد.
منصوره حسینی نگارگر نامی نوگرا در نقد خود بر این نمایشگاه در بخش هنر و اندیشهٔ روزنامهٔ کیهان نوشت:
 ' «گویا و خاموش، این نامگذاری را می‌پسندم، نه برای اینکه هنر پلاستیک را با پرداز شاعرانه صفت و کلمه پیوند زده باشم، بل برای اینکه طبیعت بیجان، اشیاء و گل‌ها با تمام بی‌جانی می‌توانند از غم، آرامش، مالیخولیا و ثبات سخن بگویند… در انتخاب موضوع تابلوها نوعی وحدت وجود داشت: نمایشگر شخصیت روشن و آگاه نقاش. در رنگ‌آمیزی تابلوها، انتخاب گام رنگ، که همان گام با کم و بیشی آشکار در تمام تابلوها بکار گرفته شده، از ثبات ذهن جستجوگر نقاش سخن می‌گفت.»

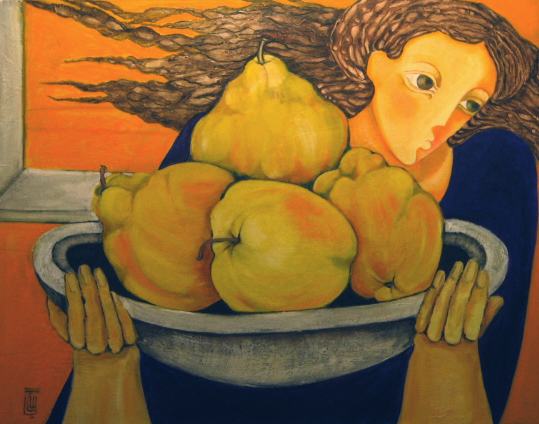
زنی با گلابی‌ها

در خرداد ماه سال ۱۳۵۲ گیتی دومین نمایشگاه خود را در نگارخانه سیحون با نام «پوستموس» سیری در فضاهای شعری احمد شاملو برپا نمود. این نمایشگاهی گفتگوبرانگیز بود، بهروز صوراسرافیل نوشت: 
 محتوا و مضمون تابلوها بیشتر از شاملوست نه گیتی نوین
اما گیتی در گفتگویی با فیروزه میزانی منتقد هنری مجله تماشا از برایش خود چنین گفت:
 روزی که تصمیم گرفتم روی شعرهای شاملو کار کنم، ترس عدم موفقیت در رساندن فضاهای شعری او، و اینکه بیننده نمایشگاه هم تصور کند برای جلب بیننده از اسم شاملو سوء استفاده کرده‌ام همیشه با من بود، ولی پس از مدتی احساس کردم که فضاهای شعری هم می‌تواند مانند یک جسم مثل یک گلدان طراحی شود. به هر حال آنچه نقش بسته، احساس است و مدد قلم؛ از تابلوهایم سعی کرده‌ام تا آنجا که امکان دارد بارعایت وابستگی به شعر یک شخصیت جداگانه به وجود بیاورم تا به تنهایی نیز چیزی برای دیدن داشته باشد. »

شاملو خود در یادداشتی برای معرفی این نمایشگاه نوشته است 
 اما توجه گیتی به جنسیت آدمهای پرده‌هایش حیرت آورست چیزی که… می‌تواند کنایه از انگیزه‌های رستاخیز نهایی شمرده شود - گیتی به» آیدا در آینه «کمترین توجهی، و از رابطهٔ این دو شعر کمترین آگاهی نداشته، و با این وجود پیداست که برای رستاخیز انگیزه‌ای می‌جسته است. جستجویی که سرانجام به عشق می‌انجامد. آیا گیتی می‌خواسته همین را بگوید؟ من یقین دارم.
پس از این دو نمایشگاه تک-تنه و چندین نمایشگاه گروهی گیتی نوین در نخستین نمایشگاه هنری بین‌المللی تهران با همیاری نگارگران اروپایی  Salon d' autumnپاریس شرکت نمود.
آخرین نمایشگاه یک نفره او در ایران «تنناها یا هو» نام داشت که در سال ۱۳۵۳ در نگارخانه سیحون برپا شد.

#### نمایشگاه‌های در بیرون از ایران
شمار نمایشگاه‌های گیتی نوین در اروپا و آمریکا بسیار است. این نمایشگاه‌ها را می‌توان به دو دوره پیش و پس از برپایی فراانگاشت رده‌بندی نمود. از نمایشگاه‌های پیش از برپایی فراانگاشت می‌توان نام برد از:
| سال  | نمایشگاه | نام نگارخانه                                     | مکان                  |
| ---- | --- | ------------------------------------------------ | --------------------- |
| ۱۹۷۸ | "گردون‌های آهنگین Melodious Spheres " | نگارخانه نوردٍیند Nordiende Gallery               | لاهه، هلند            |
| ۱۹۷۹ | "در گوهر In Essence " | نگارخانه دیدزبری Didsbury Gallery                | منچستر                |
| ۱۹۸۱ | "خلسه Meditation" | براک استریت نگارخانه Brock Street Gallery        | کینگستون              |
| ۱۹۸۲ | "پرده‌های سروشین Rhapsodic Opuses" | نگارخانه تریلیوم Trillium Gallery                | اتاوا                 |
| ۱۹۸۳ | "الهامی پرشور Wistful Prophesy" | کریستوفر هیوز نگارخانه Cristopher Hughes Gallery | تورنتو                |
| ۱۹۸۵ | "بندهای شیدایی Ecstatic Bonds " | نگارخانه دوروشه Durocher Gallery                 | مونترال               |
| ۱۹۹۵ | "سرودی برای کلیتای A Serenade for Clytie " | نگارخانه آرتکس Artex Gallery                     | اتاوا                 |
| ۱۹۹۶ | "گل سرخ است که مهم است L'important, C'est La Rose "                                                                                                   | نگارخانه شهرداری کمبرلند، انتاریو                |                       |
| ۱۹۹۷ | "رویای تعبیرگر رویاها: شناسایی با ترانسپرسیونیزم Dream-reader's Dream: Introducing Transpressionism "                                                 | نگارخانه آرتکس                                   | اتاوا                 |
| ۱۹۹۸ | "نگاریدن سایه‌ها بر خط‌هایی خیالی Painting Shadows over Imaginary Line "                                                                                | نگارخانه گوتنهام Guthenham Gallery در            | گرانویل آیلند، ونکوور |
| ۲۰۰۱ | "دوره کارهایم در بریتیش کلمبیا: جاپاها ی هزاره یی از دست شده My BC Period - Traces of a Lost Millenium "                                              | پلاس دزآرت Place Des Arts                        | کوکیتلام              |
| ۲۰۰۴ | "پردیس تکتایی" (The Bliss of Solitude | "نمایش هنر در باغ Art in Garden Show"            | نورث ونکوور           |
| ۲۰۰۶ | "با این همه، آسیب سال‌ها مرا نهراسیده میابد و خواهد یافت" ویلیام ارنست هنلی (And Yet the Menace of the Years Find, and Shall Find, Me Unafraid)        | "نمایش هنر در باغ Art in Garden Show"            | نورث ونکوور           |
| ۲۰۰۷ | "و آشتی و راستی و دوستی نا گسسته را به زمزمه گفت" جان کیتز (Whispered of peace, and truth, and friendliness unquelled)                                | "نمایش هنر در باغ Art in Garden Show"            | نورث ونکوور           |
| ۲۰۰۸ | "در و پنجره‌اش را گشود و دل و روان بدرون شدند " دبلیو بی یتز (She opened her door and her window, And the heart and the soul came through)             | "نمایش هنر در باغ Art in Garden Show"            | نورث ونکوور           |
| ۲۰۰۹ | "اما عشق آسمان است و من برای توام، به همان بلندی و به اندازه بلند" ای ای کامینگز (but love is the sky and I am for you, just so long and long enough) | "نمایش هنر در باغ Art in Garden Show"            | نورث ونکوور           |
| ۲۰۰۷ | پیکر و روان(Body & Soul) | نگارخانه فری بیلدینگ Ferry Building Gallery      | نورث ونکوور           |
| ۲۰۰۸ | اینجاست و بتو می‌نگرد(Here's looking at you) | نگارخانه فری بیلدینگ Ferry Building Gallery      | نورث ونکوور           |
| ۲۰۰۹ | تمنا (Longing) | نگارخانه سیتی اسکیپCityscape Gallery             | نورث ونکوور           |

## کارهای گرافیک

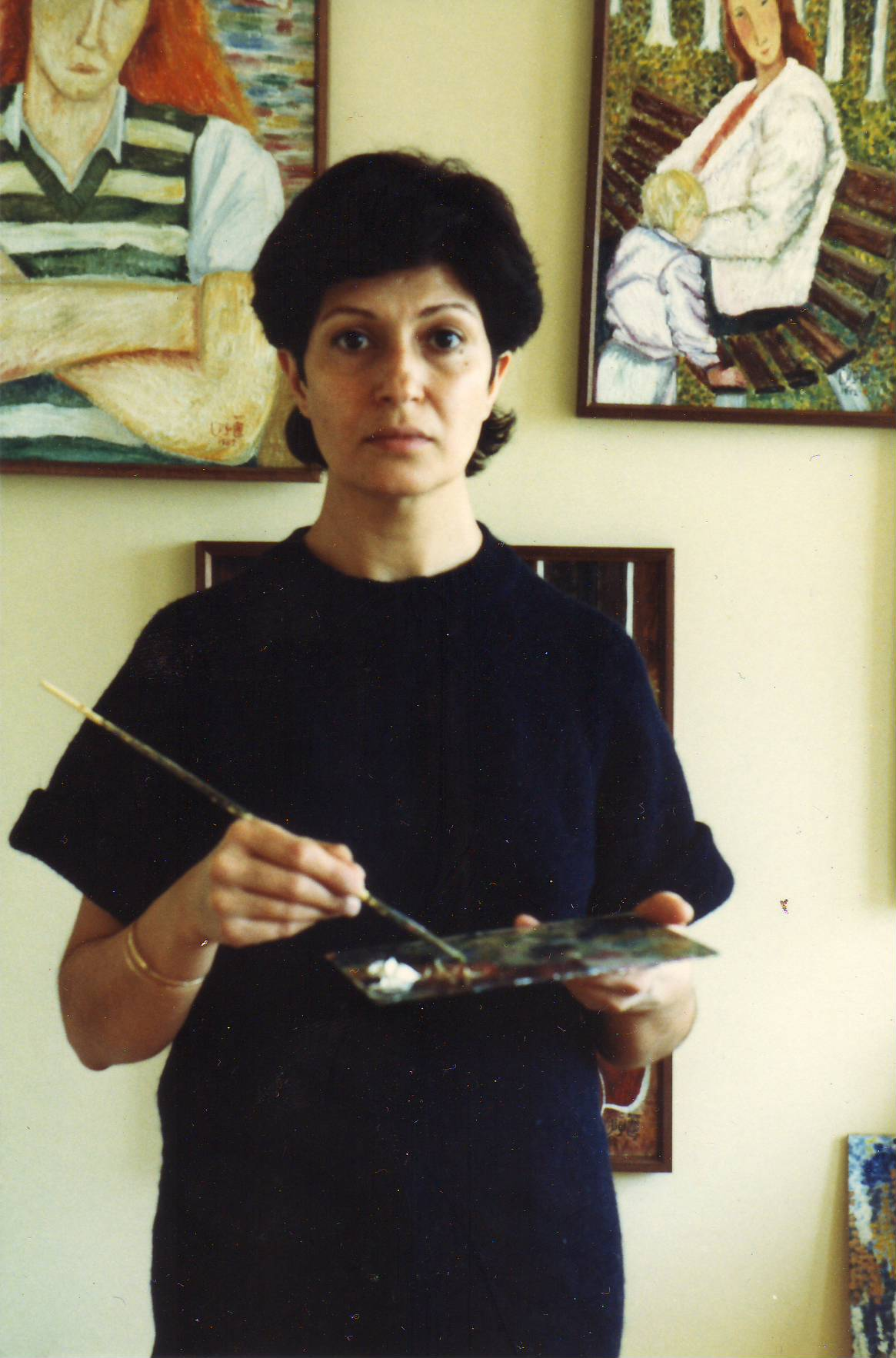
گیتی نوین در استودیوی خود در کینگستون انتاریو در سال ۱۹۸۱

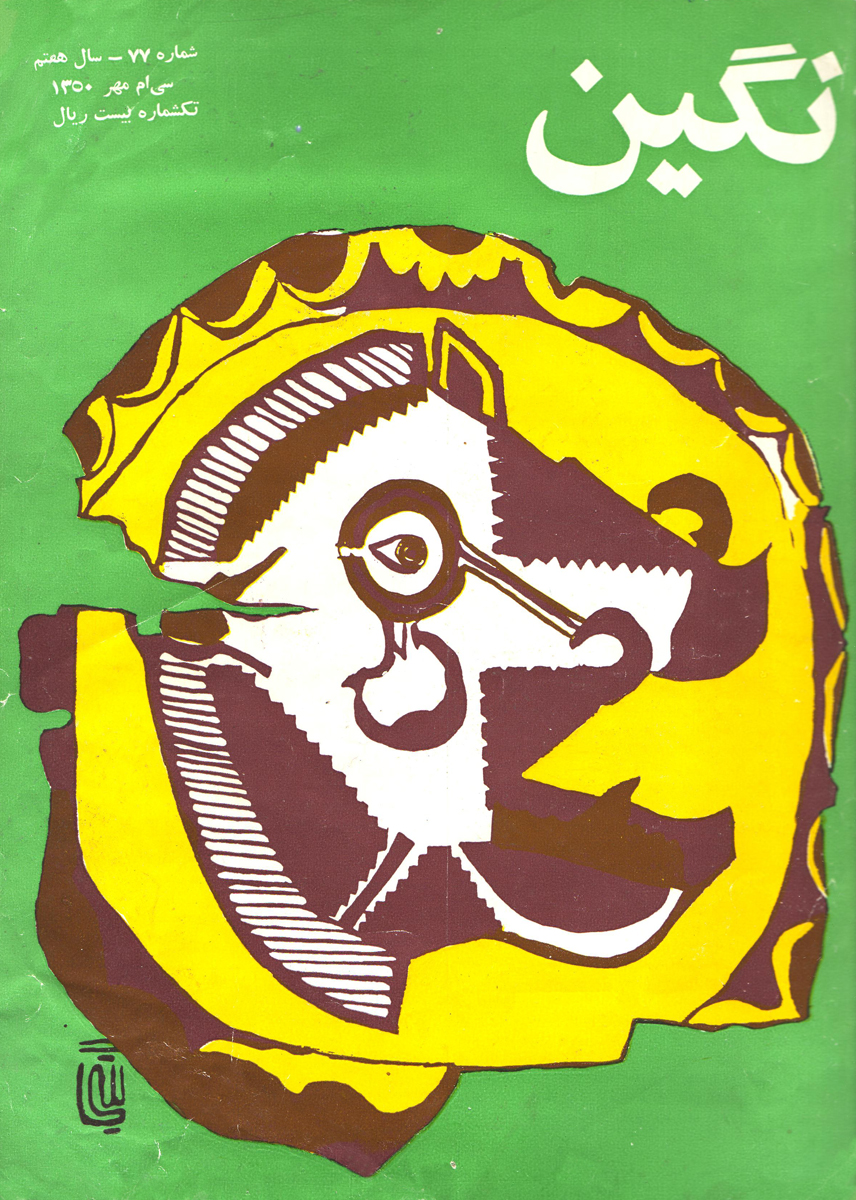
بازمانده‌ای از طرح پارچه‌های دوران ساسانی
آنجلا دیویس
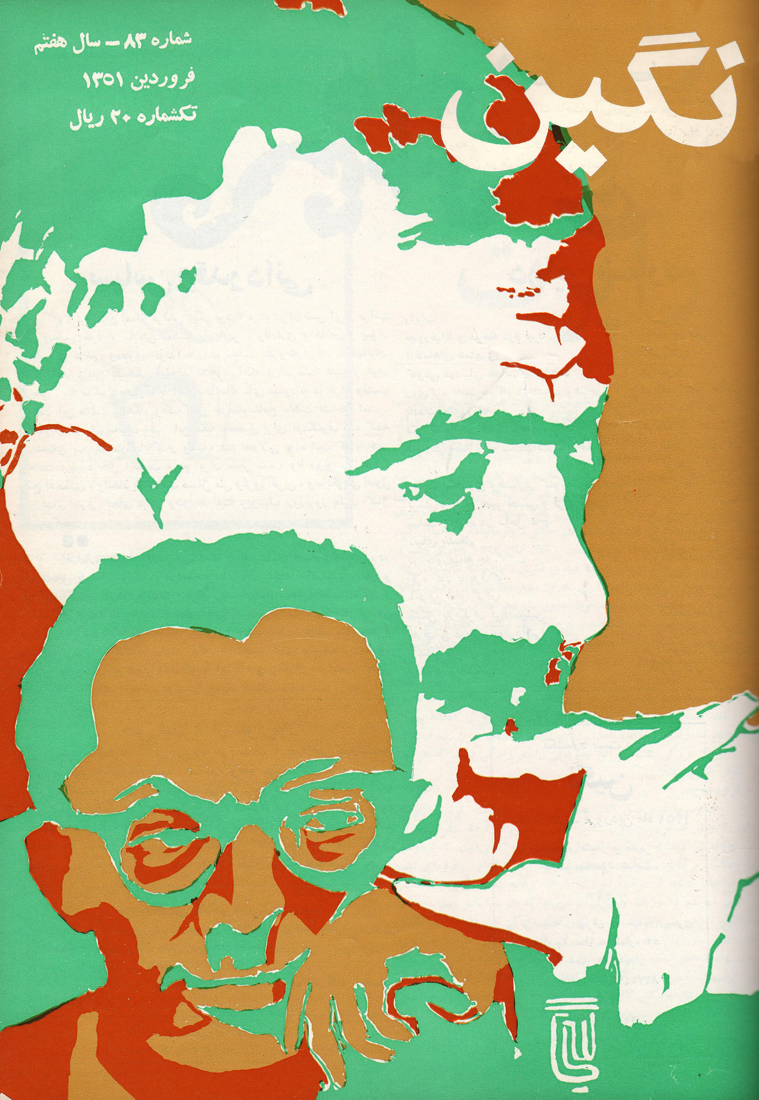
جلال آل احمد، صادق هدایت
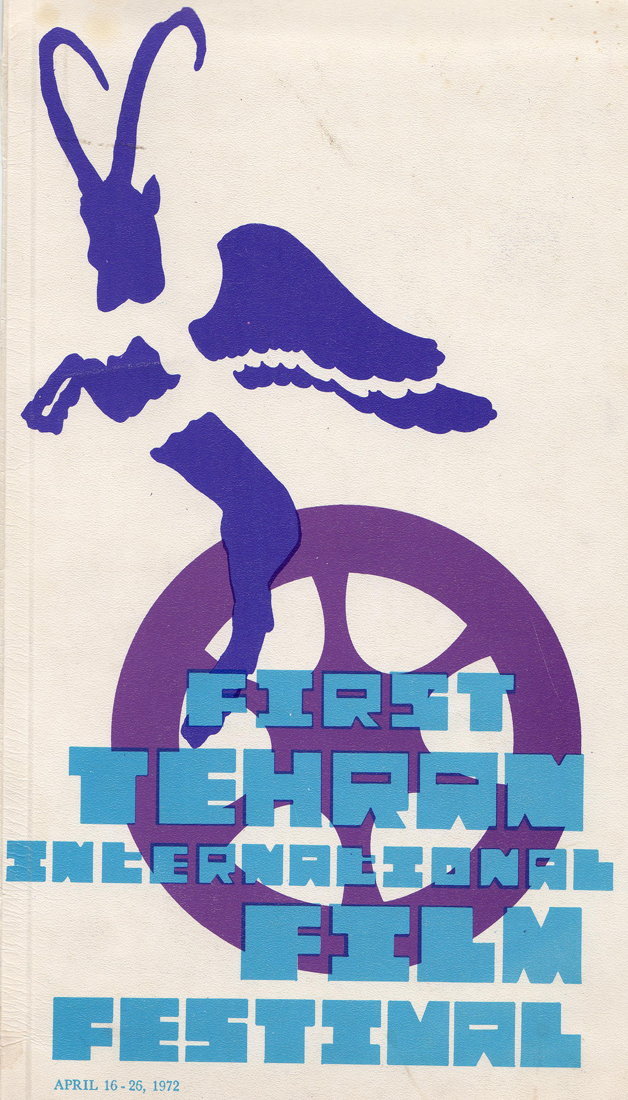
کاتالوگ نخستین جشنوارهٔ بین‌المللی تهران
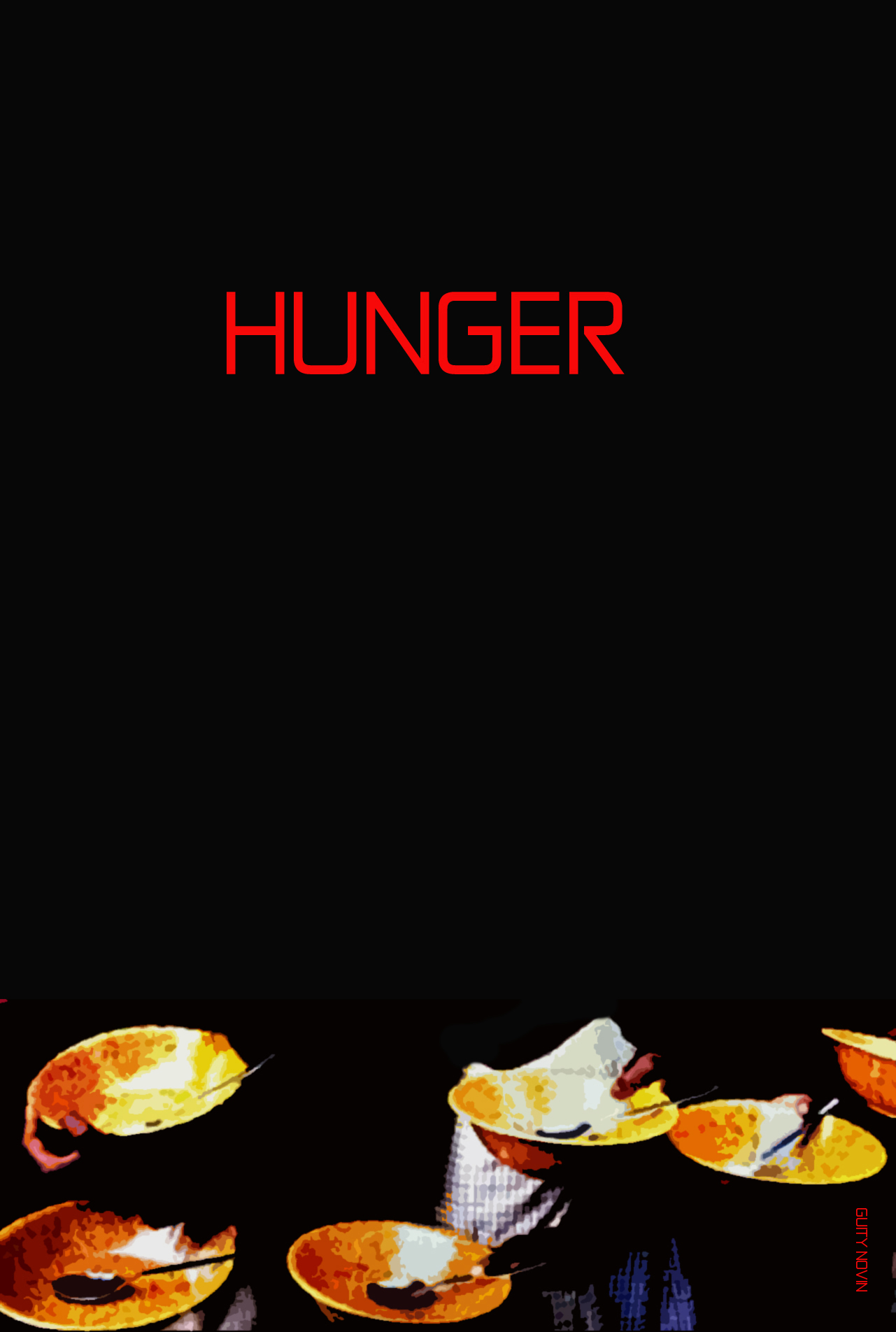
پوستر برای اعتراض به گرسنگی، ونکوور ۲۰۱۰
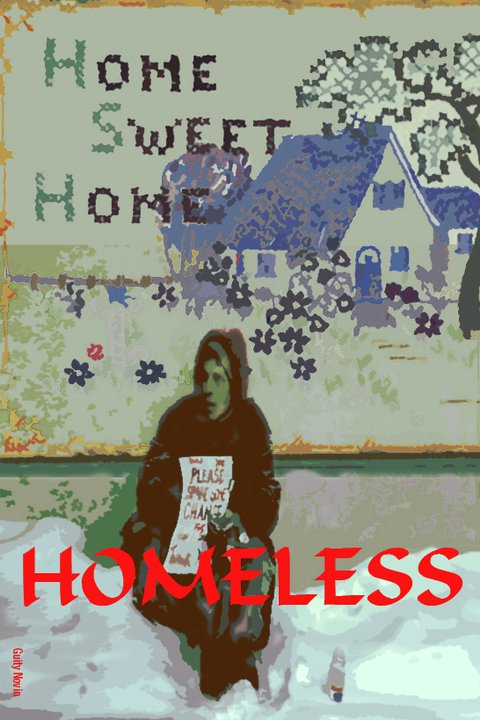
پوستر برای اعتراض به مردم بی سامان خیابان نشین، ونکوور ۲۰۱۰
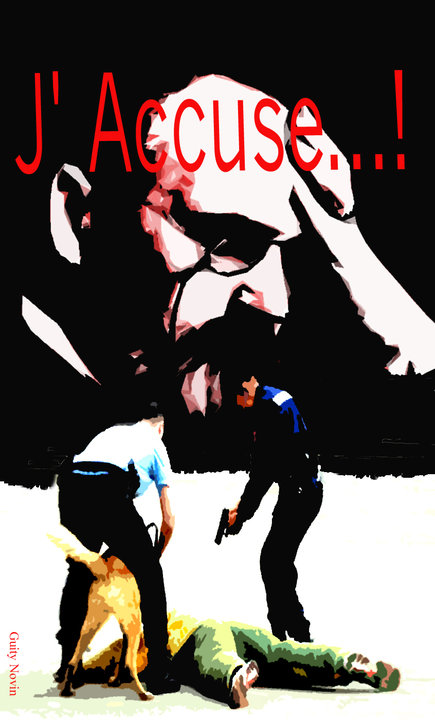
پوستر برای اعتراض به رفتار فرانسه با کولی‌های رما، ونکوور ۲۰۱۰

گیتی نوین نخستین گرافیست زن ایرانی‌ست که کارهایش در ایران و جهان شناخته شده ست. 
کارهای گرافیک او بر روی جلد مجلات نگین، زمان، کتاب اول ودوم سینمای آزاد، جُنگ چاپار و ماهنامهٔ Breaking the Silence در اتاوا چاپ شده ست. گیتی گرافیست نخستین جشنواره بین‌المللی فیلم تهران بود، و طرح روی جلد کاتالوگ جشنواره ازوست.
در گردآوردهٔ «دریچه» دربارهٔ ویژگی‌های طرح‌های گیتی آمده ست:
 ویژگی طرح‌های گیتی، از جمله سری کارهای دراویش اش که در مجله نگین منتشر شده ست را می‌باید در محتوای فکری آن‌ها جستجو کرد. اگرچه طرح‌هایش در وهلهٔ اول تزیینی به نظر می‌رسند اما تماشاگر با اندکی تعمق مفاهیم بسیط ذهنی روشنگر را دریافت می‌کند. در طرح‌های گیتی خط اهمیتی ویژه دارد. استفاده از خط باید در نهایت صرفه و آگاهانه باشد و مهمترین مسئله این که خط‌ها محکم، بدون لرزش و بدون گوشه باشند. خود او چه در طرح‌ها و چه در نقاشی‌اش تأکید فراوان دارد که جستجوی استتیک برایش فاقد اهمیت است؛ برای من در وهلهٔ اول محتوای فکری‌ست که اهمیت دارد. اما وقتی به آثارش نگاه می‌کنی نوعی تعادل ریاضی را مشاهده می‌کنی، کمپوزیسیون‌هایی کامل و به نهایت ایجاز و سادگی. بدون شک مفاهیم بزرگ را می‌باید در سادگی طرح جستجو کرد. خصیصه مهم گیتی را در جستجوی فراوان او برای کشف فضاهای تازه می‌توان مشخص کرد. او این خصیصه را وسواس گونه دنبال می‌کند." 

شهرام معتضدی در هفته نامهٔ شهروند تورونتو می‌نویسد: 
 من در بیست و هشت سال پیش افتخار شاگردی گیتی نوین را داشتم ... بعدها که برای تحصیلات به اروپا رفتم، دریافتم که کارهای استاد نوین در میان گرافیست‌های بزرگ دنیا شناخته شده ست و حتی طرح‌های ایشان را در کلاس‌های مختلف مورد بررسی و تحقیق قرار می‌دهند… وقتی استاد نوین را دیدم هنوز همان شرارهٔ درخشانی که نشان از شیدایی ایشان به هنرشان ست از دیدگانشان تلالو می‌زد. پس خویشتن را به ایشان شناساندیم و گفتیم که افتخار شاگردیشان را داشته‌ایم، و از استاد اروپایی‌مان برایشان گفتیم که پس از نشان دادن «لیز تایلور سرخ» کار «اندی وارهول»، کار "صادق هدایت" از طراحی‌های استاد را، به عنوان گام دیگری ر تفکیک گرافیکی سطح‌های رنگی یک پرتره به ما ارائه کرده بود."

## فراانگاشت(ترانسپرسیونیزم)
گیتی نوین نخستین پایه‌های ترانسپرسیونیزم را در سال ۱۹۹۴ پی ریزی کرد. جنبش ترانسپرسیونیزم پاسخی بود. به دیدگاه‌های «فرا نو گرایی High modernism» و سر آن داشت که آرمان‌های «مردمانی - humanism» و ارزش‌های «عرفانی - acroamatics» را با برداشت‌های زیباشناسانهٔ زیبایی، آهنگینی، و فره وری بازگشایی و روشنی دهد. ترانسپرسیونیزم به رویارویی با دام کژبینی «پسا- نوگرایی- post modernism» برمی‌خیزد، که مرگ هنر را آوا کرده بود.
اما ترانسپرسیونیزم هنر را سرچشمهٔ همیشگی زایندگی و آفرینشی وهومنی می‌خواند و از تماشاگر خود می‌خواهد که او را در تلاش هنرش یاری دهد تا که شاید به آفرینش «شگرف» شدایی دهد. در این روندار نقش هنرمند تنها آنست که راه گشای و برانگیزندهٔ نیروی تخیل تماشاگر باشد و از عشق مدد گیرد تا که مگر سامان دهد به دنیایی که هم در روان پنهان و هم در سیمای آشکار خود آشفته ست.
برای دست یابی به این آرمان ترانسپرسیونیزم از افسانه‌ها و اسطوره‌ها که یادآور خاطره‌های مشترک انسانی ست یاری می‌گیرد، افسانه‌هایی همچون داستان «کلیتای»، دوشیزه‌ای که به «آپولو» خداوندگار خورشید دل باخت و سرانجام او آن شد که به گل آفتاب گردان تبدیل شود و هر روز از دورها نظاره گر پرتو آن یار باشد که پهنهٔ آسمان را بر گردونهٔ زرین خویش می‌پاید؛ و «کلیتای» از تابش و روشنی عشق او زندگی می‌گیرد و رشد می‌کند.
گیتی نوین در شناسایی ترانسپرسیونیزم می‌نویسد:
من تحصیلات دانشگاهی خود را در دههٔ ۱۹۶۰ میلادی به انجام رساندم. در آن زمان‌ها مدرنیسم و پست-مدرنیسم گروندگان بسیار داشتند و نفوذ غریبی در عرصهٔ هنر. فرهنگ آن روزها نقاشان فیگوراتیو و هنر تجسمی را به سخره می‌گرفت و این جهت‌گیری طرفه می‌نمود. آنچه در هنر مهم تلقی می‌شد شوکه کردن تماشاچی بود با گونه‌ای ظاهرسازی. زیبایی و تحسین عقلانی شور زیبایی تحمل می‌شد. اما ارزش روشنفکرانهٔ تحسین یک کار زیبا که موفق در جلب محبوبیت عامه می‌شد مورد انکار قرار می‌گرفت به این اعتبار که این راهی ست بسوی ابتذال منقدان ارزش نقاشی را به عنوان یک کار هنری زیر سؤال می‌گذاشتند و با به‌کارگیری یک مجموعه از صفت‌های تحقیرآمیز همچون کهنه پسند، سترون، بی بارو امثال آن به توصیف زیبایی هر گونه کار می‌پرداختند… در کارهای ترانسپرسیونیزم من، اهمیت اساسی روی کمپوزیسیون و انحنای فضاهاست که در تحرک خویش امکان یک یگانگی را القا می‌کنند… من همچون کانت به شدت احساس می‌کنم که زیبایی لازمه خوشایندی ست زیرا که می‌تواند موجب خوش آیند دیگران نیز بشود و بنا براین سلیقه فقط در جامعه ممکن می‌شود. همچنین در هر مورد زیبایی، به خصوص در نقاشی، چیز زیبا هنگامی که به پنداشت آن می‌اندیشیم بایست خوشایند باشد و نه آنکه چگونگی انگاشت موجب خوشایند باشد؛ و چنین ست که من فکر می‌کنم که پیش درآمد بیانیهٔ ترانسپرسیونیزم باید آنچه که در این زیر می‌آید را دربر گیرد:
چه در نقاشی، چه در مجسمه‌سازی، و به راستی در همهٔ هنرهای تجسمی… تا به آنجا که در شمول هنرهای زیبایند، کمپوزیسیون اصل اساسی ست. آنچه که بنیان سلیقه را تشکیل می‌دهد تنها خوشایند احساسی نیست که بل تمامیت آن برانگیختگی ست که فرم برمی‌انگیزد
.

## پذیرایی هنرمندان جهان از ترانسپرسیونیزم
هنرمندانی که پذیرای ترانسپرسیونیزم شده‌اند اینانند:
- فر وریگا Fer Veriga (برزیل)
- آیرینا کوپیروا Irina Kupyrova (اوکراین)
- دیانا زویباخ Diana Zwibach(صربستان)
- تری باو-نورمن Terri Baugh-Norman(آمریکا) ref>
- لورنا کلوستربر Lorena Kloosterboer(هلند)
- الن مارلن هامر Ellen Marlen Hamre (نروژ)
- شانو Shano(آمریکا)

افزون بر این هنرمندان تنی چند دیکر نیز هم مانند ماری لاشانس نقاش کوبکی خود را از پیروان این مکتب می‌شمرند.